# Meoneura pseudoflavifacies
Meoneura pseudoflavifacies är en tvåvingeart som beskrevs av Papp 1997. Meoneura pseudoflavifacies ingår i släktet Meoneura och familjen kadaverflugor. Inga underarter finns listade i Catalogue of Life.